# 音楽夢想家
「音楽夢想家」（英語: Music Dreamer）は、中国の歌手・李奧軒のチャリティーシングルである。2018年10月9日に中国より配信された 。

## 曲と歌詞
「音楽夢想家」は夢があって、夢を追うように頑張ってる人たちに送るプレゼントです。レコーディングする時、李奧軒(AoXuan Lee)は多くの感触が持っていました。「僕も夢を追う人なので、歌詞の意味を実感できます」。曲はジャズとポップが混ざった形式で表現し、日本の3歳の子供と一緒に作りました。歌詞の中で中国の民謠「茉莉花（ジャスミン）」と日本の民謠「さくら、さくら」を結びつけて、中国のピンインと日本の仮名が互いに補完して、音楽には国境がないという意味を持っています。

## チャートとセールス
「音楽夢想家」は、李奧軒(AoXuan Lee)の初の公益シングルである。心のこもった歌声が距離を越えて、ブラスのエネルギーを伝わって、お互いに祝福させて、夢を追うかけている人にその力を感じさせて欲しいです。
2018年10月9日  中国の5singで「音楽夢想家」を配信し、1日に約18万回に視聽した。
2018年10月27日 bilibiliで「音楽夢想家の歌詞PV」を配信し、1時間に約1.7万回に視聽した。

## 収錄曲
|    | 曲 目      | 作曲／作詞／編曲                       | 時間  |
| -- | ---------- | -------------------------------------- | ----- |
| 01 | 音楽夢想家 | 作曲：李奥軒 作詞：晴時書 編曲：王茂盛 | 03:19 |